# زيارة السيد الرئيس (فلم)
زيارة السيد الرئيس فيلم مصري تم تمثيل معظم مشاهده الخارجية في قرية [[نزلة الشوبك مركز البدرشين محافظة الجيزة ] . والذي مثل أبناء القرية في الفيلم كل من نجاح الموجي ومحمد هنيدي وصلاح عبد الله ويوسف داوود وهياتم ومحمود عبد العزيز وغيرهم.

## روابط خارجية
- مقالات تستعمل روابط فنية بلا صلة مع ويكي بيانات